# Cui Zhiyuan
Cui Zhiyuan (xinès simplificat i tradicional: 崔之元, pinyin: Cuī Zhīyuán; Beijing, 1963) és un acadèmic xinés, professor a l'Escola de Política i Gestió Pública de la Universitat Tsinghua de Pequín i, un membre destacat de la Nova Esquerra Xinesa a través del seu treball sobre alternatives al capitalisme neoliberal.
Cui fer-se renom com a estudiant de postgrau l'any 1994, quan va publicar un article anomenat Institutional Innovation and the Second Thought Liberation. Després va publicar un llibre sobre el poble de Nanjie, que juntament amb les seues publicacions anteriors li van valer la reputació com un dels membres fundadors del moviment de la Nova Esquerra de la Xina. Cui també va ser un dels primers estudiosos que va introduir la teoria de jocs a la Xina. Cui és un admirador del treball de James Meade sobre el socialisme liberal, reflectit en el seu article Xiaokang Socialism: A Petty-Bourgeois Manifesto. Seguint la teoria de Meade, Cui va ser el primer estudiós que va proposar un programa sistemàtic de dividends socials a la Xina, incloent-hi un Fons Fiduciari Permanent del Poble Xinés.
Cui va editar Politics: The Central Texts, que és la selecció de textos clau de la política en tres volums de Roberto Mangabeira Unger. Els escrits seleccionats inclouen El dilema del paradigma de la mà invisible: restricció pressupostària suau a l'economia capitalista. Cui va ser coautor amb Adam Przeworski de Sustainable Democracy i China: Human Development Report 1999 per al PNUD. També va ser un dels col·laboradors de Where China?: Intellectual Politics in Contemporary China. També va coeditar Xina i globalització: Consens de Washington, Consens de Beijing o què? i va ser considerat com la primera persona que va introduir el Consens de Pequín al debat polític xinés.
Cui també va publicar un article sobre el paper de Zhang Pengchun en la redacció de la Declaració Universal dels Drets Humans de les Nacions Unides el 1948. L'article de Cui analitza les importants implicacions d'este descobriment a l'arxiu de les Nacions Unides sobre el paper clau de Zhang en els debats polítics i culturals actuals de la Xina, transcendint la dicotomia de “centralisme occidental” i “particularisme cultural”.
Les obres de Cui també s'han traduït al coreà. Més recentment, Cui s'ha fet conegut pel seu treball sobre el model de Chongqing, el qual proposa com a model de desenvolupament. Cui ha estat a prop de Huang Qifan, alcalde de Chongqing, i ha exercit com a director associat del Comité Estatal de Gestió d'Actius del govern de Chongqing des del 2010 al 2011. També s'ha mostrat crític amb les recents privatitzacions dels béns de l'estat, i ha demanat més democràcia dins del partit.